# Šinvoz
Die Šinvoz AG ist ein Bahnbau- und Reparaturunternehmen im serbischen Zrenjanin und geht auf eine im Jahr 1887 gegründete, damals ungarische, Eisenbahnreparaturwerkstätte zurück.
Das Unternehmen beschäftigt 2006 etwa 700 Mitarbeiter, die Produktions- und Administrationsflächen umfassen mehr als 45.000 m².
Šinvoz wartet alle einsatzfähigen Dampflokomotiven Serbiens und von Bosnien und Herzegowina. Auch wurde 2005 bereits eine Dampflokreparatur für Slowenien erbracht.
Für die serbischen Staatsbahnen wartet Šinvoz zudem auch elektrische Lokomotiven und Dieselfahrzeuge.